# Анхель Романо
Альфредо Анхель Романо (ісп. Alfredo Ángel Romano, нар. 2 серпня 1893, Монтевідео — пом. 22 серпня 1972, Монтевідео) — уругвайський футболіст, нападник.
Насамперед відомий виступами за клуб «Насьйональ» та національну збірну Уругваю.
У складі збірної — олімпійський чемпіон 1924 року та шестиразовий чемпіон Південної Америки. Восьмиразовий чемпіон Уругваю.

## Клубна кар'єра
Першим клубом Анхеля Романо був «Насьйональ», у складі якого він перебував протягом 1910 року. Два роки провів у клубі СУРКК. Своєю грою за цю команду привернув увагу представників тренерського штабу «Боки Хуніорс», за аргентинський клуб провів два сезони.
1915 року повернувся до клубу «Насьйональ», за який відіграв 15 сезонів. У складі «Насьйоналя» був одним з головних бомбардирів команди, маючи середню результативність на рівні 0,42 голу за гру першості. За цей час вісім разів виборював титул чемпіона Уругваю.

## Виступи за збірну
15 серпня 1911 року дебютував в офіційних матчах у складі національної збірної Уругваю. Протягом кар'єри у національній команді, яка тривала 17 років, провів у формі головної команди країни 68 матчів і забив 28 голів.
На Олімпійських іграх 1924 року виграв золоту нагороду. На турнірі провів всі п'ять матчів і забив 3 голи (один з них у фінальному матчі).
У складі збірної був учасником дев'яти чемпіонатів Південної Америки. Здобув шість золотих нагород (1916 року в Аргентині, 1917 в Уругваї, 1920 у Чилі,1923 і 1924 в Уругваї та 1926 у Чилі). Срібну медаль отримав на турнірі 1919 року в Бразилії, а дві бронзові — 1921 року в Аргентині та 1922 року в Бразилії. На турнірах 1917 та 1920 років був найкращим бомбардиром.
Помер 22 серпня 1972 року на 80-му році життя у місті Монтевідео.

## Титули і досягнення
- Олімпійський чемпіон: 1924
- Чемпіон Південної Америки (6): 1916, 1917, 1920, 1923, 1924, 1926
- Срібний призер Чемпіонату Південної Америки (1): 1919
- Бронзовий призер Чемпіонату Південної Америки (2): 1921, 1922
- Чемпіон Уругваю (8): 1915, 1916, 1917, 1919, 1920, 1922, 1923, 1924